# 安娜-瑪麗·達維

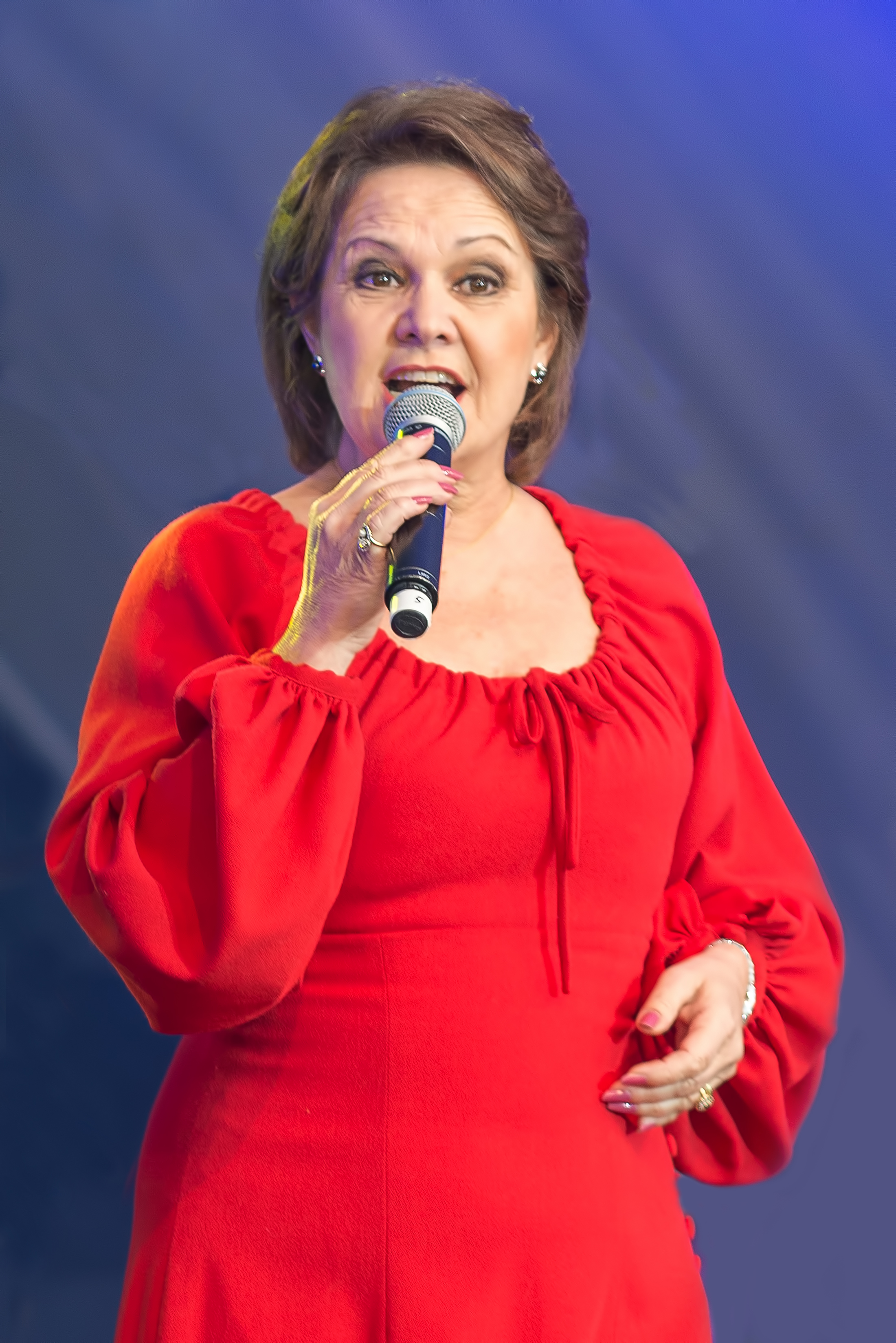

安娜-瑪麗·達維（Anne-Marie David，1952年5月23日—），法國女歌手，曾分別代表盧森堡及法國參加歐洲歌唱大賽，並於1973年奪冠，以及在1979年獲得第三名。安娜-瑪麗出生於當時是法國領地的摩洛哥城市卡薩布蘭卡，並於法國本土城市斯特拉斯堡長大。在她中學時，她們舉家移居法國南部的阿爾勒。她在18歲時到巴黎開始了她的音樂生涯，並且在那裡接觸到音樂劇。1973年，她獲邀代表盧森堡出賽歐洲歌唱大賽，以歌曲《Tu te reconnaîtras》（認出你自己）獲得第一名。及後，她曾短暫移居土耳其，在當地灌錄過兩張土耳其語的唱片。1979年，她再度參賽歐洲歌唱大賽，為自己的祖國法國獲得第三名的成績。

## 外部連結
- Official Anne-Marie David website